# فینال جام حذفی فوتبال انگلستان ۱۹۳۷
فینال جام حذفی فوتبال انگلستان ۱۹۳۷، رقابت پایانی جام حذفی فوتبال انگلستان در سال ۱۹۳۷ میلادی است که مابین دو تیم باشگاه فوتبال ساندرلند و باشگاه فوتبال پرستون نورث‌اند در ورزشگاه ومبلی لندن برگزار شده‌است.
این مسابقه که در تاریخ ۱ مه ۱۹۳۷ انجام شده‌است با نتیجه ۳ بر ۱ به سود تیم باشگاه فوتبال ساندرلند به پایان رسید.